# 三异丙胺
三异丙胺是一种有机化合物，由三个异丙基和中心的一个氮原子组成。作为一种受阻的叔胺，三异丙胺可用作非亲核碱和聚合物的受阻胺类光稳定剂。然而，其应用受到其相对较高的成本和合成难度的限制。

## 结构
三异丙胺是目前已知空间位阻最大的胺之一。空间位阻更大的三叔丁胺 (tBu3N) 从未被合成，尽管量子化学从头计算以及更拥挤的2,2,4,4-四甲基-3-叔丁基-3-戊醇（三叔丁基甲醇，tBu3COH) 意味着如果它可以被制备，它应该是一个稳定的分子。至今，双叔丁基异丙胺 (tBu2iPrN) 已经以低产率制备，其中少数的三叔丁胺中的两个叔丁基连接在一个环中，但2018年的一项研究预测，合成tBu3N 可能仍然是一个长期未解决的挑战。
在1990年代初期，对分子在气相或非极性溶剂中的3D结构的理论研究和电子衍射分析表明，氮原子与三个碳之间的键在基态时几乎共面，而不是像更简单的胺那样形成三角锥形分子构型。平均C-N-C 键角为 119.2°，接近于平面三角形的 120°（作为比较，三甲胺的键角为 111.8°）。这种特性归因于庞大的异丙基的空间位阻。然而，1998年的X射线衍射对结晶固体的分析表明，C3N 核心实际上是金字塔形的，氮原子距碳平面约 0.28 Å（而在三甲胺中，距离约为 0.45 Å）。然而，研究人员不能排除晶体场效应产生不对称性。
异丙基的 C-C-C 平面相对于中心的 C3N 核略微倾斜（约 5°）

## 制备
位阻效应使得三异丙胺难以制备，而且不像位阻较少的叔胺（如三乙胺），它不能由氨直接被醇烷基化而成，因为反应会在二异丙胺停止。它可以从二异丙胺开始以实验室量级制备：
工业生产三异丙胺涉及氨和环氧丙烷的反应，然后氢化而成。